# تکیه بر باد (فیلم ۱۳۵۷)
تکیه بر باد فیلمی به کارگردانی و نویسندگی مهدی ژورک محصول سال ۱۳۵۷ است.

## خلاصه داستان
ابراهیم عسکری موسوم به «ابی» جوان آسمان جلی است که دختری به نام «مریم» را که قصد خودکشی دارد از مرگ نجات می‌دهد. «مریم» یتیم است و عمو و پسرعمویش قصد دارند ثروت موروثی او را تصاحب کنند. وقتی «ابی» از چنگ پلیس می‌گریزد، «مریم» عازم آبادان است تا نزد خاله اش برود. «ابی» به «مریم» ملحق می‌شود. آن دو پس از اطلاع از فوت خالهٔ مریم به تهران بازمی‌گردند. «فرشته»، نامزد ابی، و دوستش «اسی» از وضع موجود دلخور هستند، و «ابی» تصمیم می‌گیرد آن دو و «مریم» را ترک و خود را به پلیس معرفی کند. «مریم» با ضمانت «ابی» را آزاد می‌کند و «فرشید» «اسی» را، که دلباختهٔ «مریم» است، بر ضد «ابی» می‌شوراند و از او می‌خواهد که «ابی» را به بیابان پرت افتاده‌ای بکشاند. «ابی» با «فرشید» و همدستانش درگیر می‌شود، و «مریم» و «اسی»، که متنبه شده، برای کمک به او می‌شتابند. همدستان «فرشید» در مرافعه با «ابی» می‌گریزند و خود او موقع کش مکش با «ابی» زیر آوار جان می‌دهد.

## بازیگران
- مرجان
- مهدی ژورک
- طوطی سلیمی
- جمشید مهرداد
- یدالله محمدی‌نژاد
- محمد مطیع
- عباس ناظری نیک